# Universidad Nacional Autónoma Altoandina de Tarma
La Universidad Nacional Autónoma Altoandina de Tarma, siglas UNAAT, es una universidad pública con sede en la ciudad de Tarma, Perú. Fue creada mediante a promulgación el 14 de enero de 2011.

## Historia
Fue fundada legalmente el 30 de diciembre del 2010 por iniciativa del Estado de la República del Perú y promulgado el 14 de enero de 2011.  El 6 de marzo de 2013 fue aprobado mediante resolución N°181-2013-CONAFU por el Consejo Nacional para la Autorización del funcionamiento de Universidades (CONAFU). Después de que el Tribunal Constitucional del Perú declaró inconstitucional a la ley de creación N° 29652, su modificación fue aprobado el 5 de noviembre de 2013 por el Congreso de la República del Perú.
El 19 de octubre de 2018, la Superintendencia Nacional de Educación Superior Universitaria (Sunedu) otorgó la licencia institucional.

## Organización
| Presidentes de la UNAAT | Presidentes de la UNAAT | Presidentes de la UNAAT |
| Rector                  | Nombre                  | Periodo                 |
| ----------------------- | ----------------------- | ----------------------- |
| 1°                      | Wilber Jiménez Mendoza  |                         |

## Estudiantado
Estudiantes de grado según unidad académica
| Unidad Académica | 2011 | 2022 | 2023 |
| ---------------- | ---- | ---- | ---- |
| Medicina         |      |      |      |
| Administración   |      |      |      |
| Ingeniería civil |      |      |      |
| Total            | 1200 | 350  | 600  |

## Carreras
Actualmente la universidad nacional de Tarma cuenta con tres carreras de grado: Enfermería, Administración e Ing. Agroindustrial.
| Carreras en la UNAAT                     | Carreras en la UNAAT                                                        |
| Facultades                               | Especialidades                                                              |
| ---------------------------------------- | --------------------------------------------------------------------------- |
| Área I: Facultad de Ciencias de la Salud | - Enfermería;                                                               |
| Área II: Facultad de Ciencias Económicas | - Administración de negocios; Gerencia en hotelería, turismo y gastronomía; |
| Área III: Facultad de Ingeniería         | - Ingeniería agroindustrial                                                 |

## Sedes, centros e institutos
Cuenta con un terreno Huancucro, Acobamba, Tarma planificada para construir la sede universitaria. Asimismo, tiene un Instituto de Investigación en
Tecnologías Altoandinas (INITA) y el Centro Preuniversitario.

### Instituto de Investigación en Tecnologías Altoandinas
El Instituto de Investigación en Tecnologías Altoandinas (InITA) es el instituto interfacultativo de la UNAAT. Teniendo el área altoandina como espacio de estudio, la investigación científica se concentra en las siguientes ramas temáticas:
- Adaptación al cambio climático (e.g. energías renovables y viviendas ecológicas)
- Salud pública (e.g. medicina complementaria natural y enfermedades altoandinas)
- Tecnologías postcosecha (e.g procesamiento de tubérculos, granos y carnes)
- Turismo sostenible (e.g. turismo vivencial y gastronomía altoandina)

### Medios de comunicación
- La universidad de Tarma cuenta con tres revistas Tarama, Kanyú y Advansces

## Deportes
- Fútbol

- Básquet

## Rankings académicos
En los últimos años se ha generalizado el uso de rankings universitarios internacionales para evaluar el desempeño de las universidades a nivel nacional y mundial; siendo estos rankings clasificaciones académicas que ubican a las instituciones de acuerdo a una metodología científica de tipo bibliométrica que incluye criterios objetivos medibles y reproducibles, tomando en cuenta por ejemplo: la reputación académica, la reputación de empleabilidad para los egresantes, la citas de investigación a sus repositorios y su impacto en la web. Del total de 92 universidades licenciadas en el Perú, la Universidad Nacional Autónoma Altoandina de Tarma se ha ubicado regularmente dentro del tercio inferior a nivel nacional en determinados rankings universitarios internacionales.